# 费利西安·罗普斯
费利西安·维克托·约瑟夫·罗普斯（法語：Félicien Victor Joseph Rops，法語發音：[felisjɛ̃ viktɔʁ ʒozɛf ʁɔps]；1833年7月7日—1898年8月23日），19世紀比利时象征主義艺术家，主要制作版画和蚀刻版画，以描绘情色和撒旦崇拜的绘画而闻名。罗普斯是比利时漫画的重要先驱，同时也是颓废主义运动中的重要人物。

## 传记

### 童年和教育

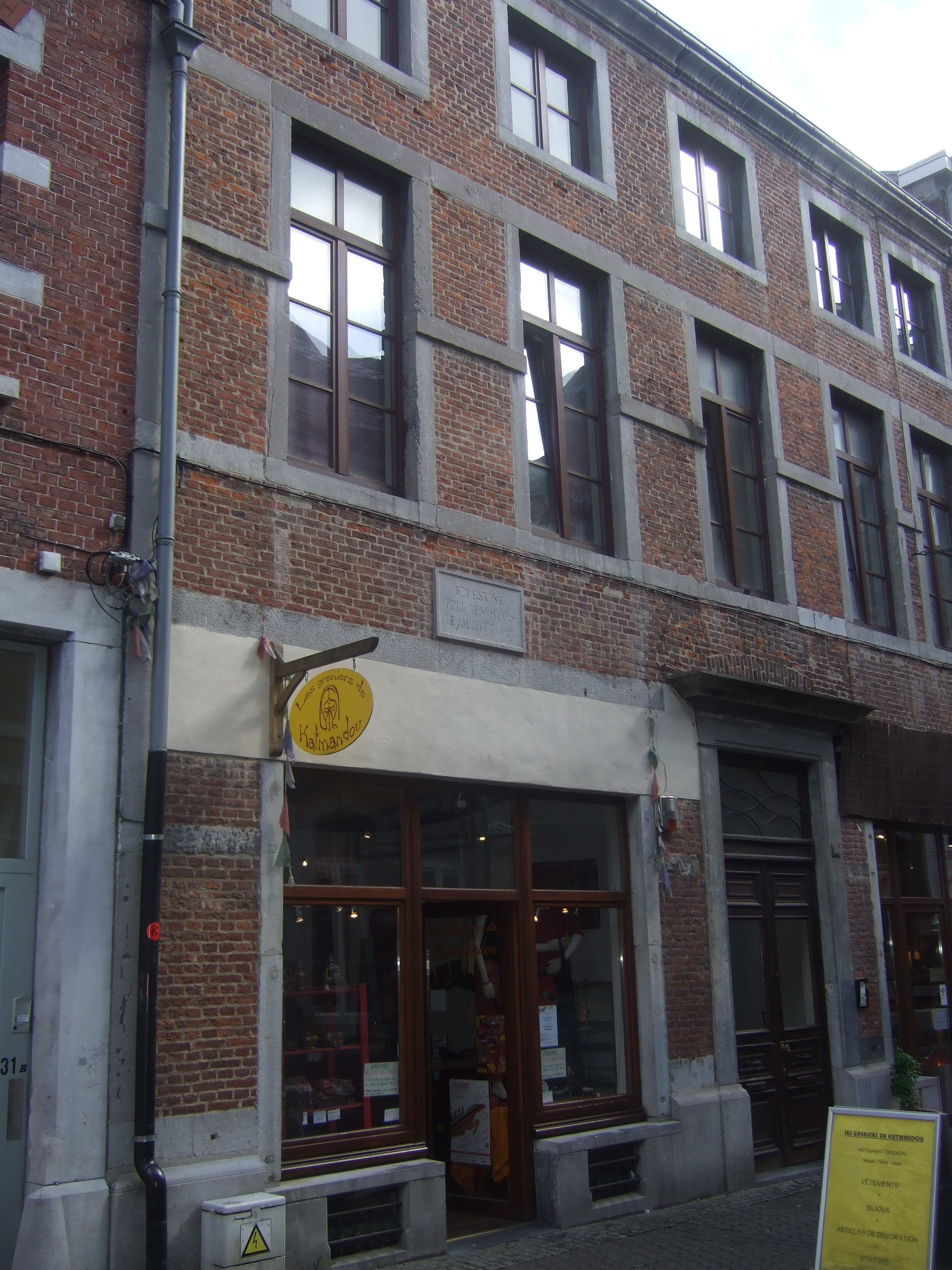
费利西安·罗普斯出生地

费利西安·罗普斯于1833年7月7日出生在比利时的那慕爾，是索菲·莫比勒（Sophie Maubile）和尼古拉·罗普斯（Nicholas Rops）的独子。罗普斯家族是一个富裕的资产阶级家庭，他们的财富来自纺织业。菲利西安10岁前在家中接受私人教师的教育。1843年，进入当地的耶稣会学校学习了5年。作为良好教育和聪明才智的写照，他能够用拉丁语背诵《圣经》中的长篇段落，尽管据说他在上学时就 "开始让幻想支配他的思维"，并收到了关于“他热衷于制作不受约束的教师漫画”的投诉。1849年，父亲尼古拉斯·罗普斯去世，他和母亲就未来的教育方向发生了一些分歧之后，双方达成了妥协，1849年6月，他进入了那慕尔皇家中学，同时在那里的美术学院学习。
1851年，罗普斯搬到了布鲁塞尔，开始在布魯塞爾自由大學学习法律。然而，到了1853年，他在圣吕克学院学习绘画，并发展了他作为绘图员的技能，根据现场模型进行创作，认识了像路易·阿尔唐、康斯坦丁·默尼耶和夏尔·德·格鲁等人，并参加了当地的波西米亚环境。正是在这个时候，他开始为学生杂志提供漫画、卡通和讽刺性石版画，特别是《鳄鱼》，这给他带来了一些恶名。1856年，罗普斯与维克托·阿洛（Victor Hallaux，笔名Victor de la Hesbaye）和夏尔·德·高斯特一起，从学生杂志发展到创办自己的杂志《奥伊伦施皮格尔》，这是一份艺术和文学讽刺周刊，他每期贡献一到两幅石板画，总共超过180幅，进一步提高了他的声誉。

### 婚姻
1857年6月，罗普斯与大学时代结识的夏洛特·波莱·德·法沃（Charlotte Polet de Faveaux）结婚。夏洛特是一位富有的地方官之女。他们先后在那慕爾和布鲁塞尔居住。夏洛特在叔父死后，成为梅泰镇附近乡村的托泽城堡的主人，夫妇二人即入住城堡。在托泽的最初几年，罗普斯享受着舒适的乡村绅士生活，追求绘画、植物学的激情，甚至在1862年成立了一个划船俱乐部——桑布勒-默兹皇家航船俱乐部，并担任首届主席。他的家成为艺术家、作家、出版商和朋友们的聚会场所，其中包括波德莱尔。
1858年，夫妇二人迎来儿子保罗（Paul）。1859年，女儿朱丽叶（Juliet）出生。女儿在五岁夭折，对罗普斯打击很大。
罗普斯放弃了他在《奥伊伦施皮格尔》杂志的管理职位，但继续提供漫画和插图，直到1862年。他开始探索蚀刻画，并制作了政治石板画，偶尔为杂志制作漫画和插图，以及为书籍制作封面和插图。他为夏尔·德·高斯特的一些书籍绘制了插图，包括《弗拉芒传奇》（Légendes Flamandes，1858年）、《布拉班特故事》（Contes Brabançons，1861年）和《乌兰斯匹格传奇》（1867年）。布鲁塞尔自由美术协会成立于1868年，罗普斯担任了几年的副主席。

### 旅行
到了19世纪60年代，罗普斯开始广泛旅行，每年在托泽城堡、那慕尔、布鲁塞尔和巴黎之间分配时间；在艺术和文学世界的中心巴黎的时间不断延长，而在托泽城堡和那慕尔与他的妻子和家人在一起的时间随着十年的过去不断减少。
1862年，他在巴黎向费利克斯·布拉克蒙和朱尔·雅克马尔学习蚀刻画，他成为一个不安分的蚀刻画技术实验者。晚些时候，他与朋友阿尔芒·拉桑福斯一起开发了一种新的软地清漆方法，被称为“罗普桑福斯”（Ropsenfosse）。他为1864年至1870年期间出版的书籍制作了34幅扉页，并成立了短命的国际蚀刻家协会（1869年-1871年）。

### 晚年

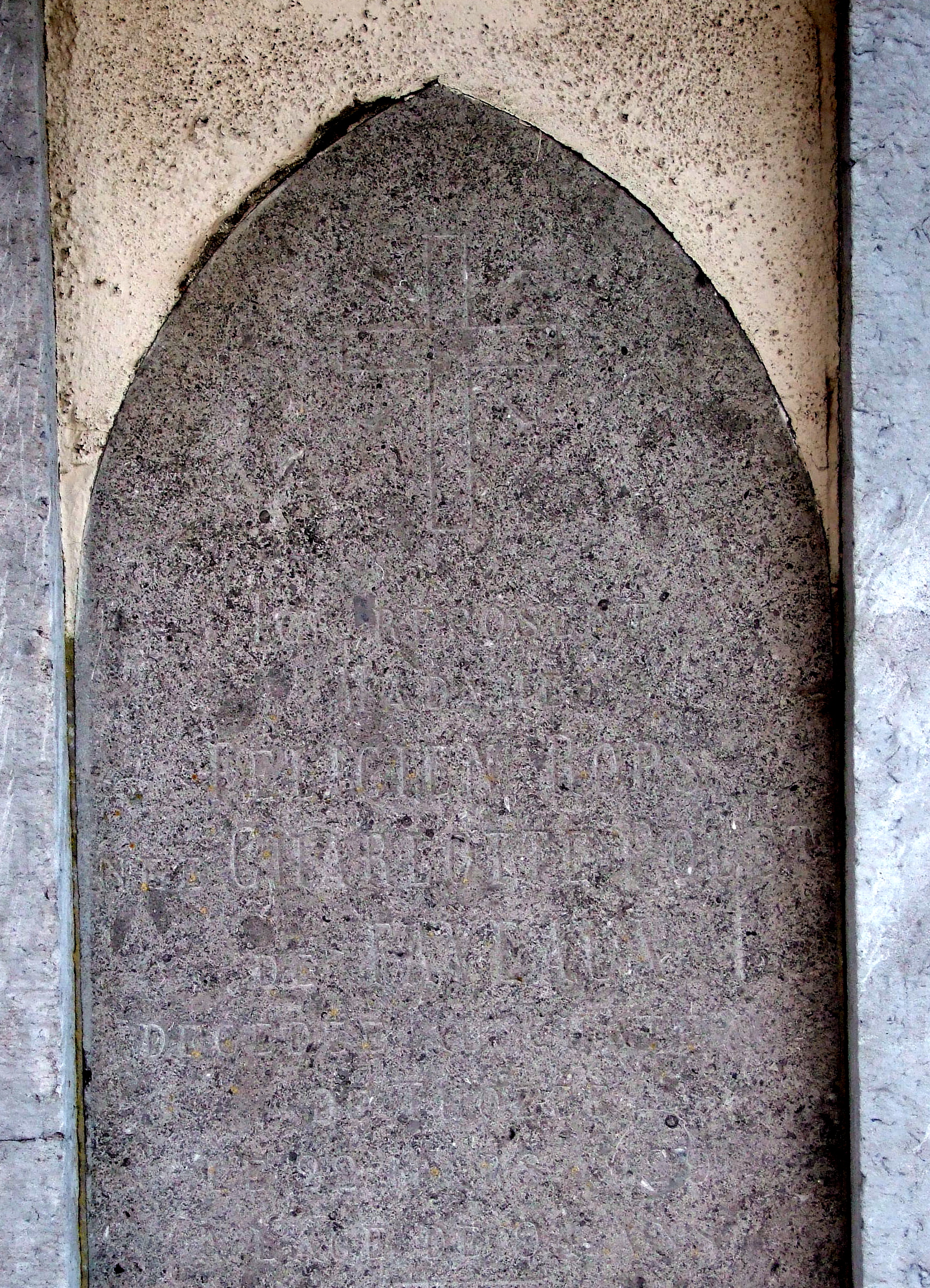
罗普斯墓石

1884年，罗普斯在巴黎以南约三十公里的小镇埃松（今属科尔贝伊-埃松）购得一处房产。在这栋名为“半月”（La Demi-Lune）的房子中，罗普斯享受生活，以园艺自娱。尽管远离大都市的喧嚣，他却并没有和文艺圈完全脱节，不时与住在附近的阿尔封斯·都德、納達爾及奥克塔夫·于扎纳等老相识聚会。
此后，罗普斯的艺术成就逐渐得到广泛认同。1889年，他获得法國榮譽軍團勳章。1896年，巴黎德鲁奥大楼为其举办生平作品展，艺术杂志《羽毛笔》则为他出版一期专刊。
1892年四月底，在雕刻过程中，罗普斯的一只眼睛被碳酸氢钾严重腐蚀。尽管如此，他仍然孜孜不倦，直到1898年去世。
罗普斯的葬礼在埃松的圣斯德望教堂简单举行，随即在当地下葬。1906年，由其子保罗将其迁葬至比利时那慕爾，不久改葬至位于梅泰的其妻的家族墓地中。妻子夏洛特也于1929年合葬。

## 纪念
那慕爾现有费利西安·罗普斯博物馆，保存着约三千幅版画和五百幅绘画。
1907年，那慕爾默兹河畔的一条大街以费利西安·罗普斯命名。
1973年12月8日，比利时邮政为其发行一枚纪念邮票（n° 1699）。
1990年，比利时天文学家埃里克·瓦尔特·埃尔斯特发现的13520号小行星以罗普斯命名。